# Diga di Kestel
La diga di Kestel è una diga della Turchia. Si trova nella provincia di İzmir.